# Distrito de Gjirokastër
El Distrito de Gjirokastër (en albanés: Rrethi i Gjirokastrës) fue uno de los 36 distritos de Albania. Se encontraba ubicado en el sur del país y contaba con una población estimada en 54.000 habitantes (2004) de los cuales un importante número es de origen griego. Posee una superficie de 1,137 km² y su capital es Gjirokastër. Otra ciudad importante es Libohovë.